# (34802) 2001 SP61
2001 SP61 (asteroide 34802) é um asteroide da cintura principal. Possui uma excentricidade de 0.08838800 e uma inclinação de 0.95768º.
Este asteroide foi descoberto no dia 17 de setembro de 2001 por LINEAR em Socorro.